# كيلي كلارك (متزلجة)
كيلي كلارك (بالإنجليزية: Kelly Clark)‏ هي متزلجة أمريكية، ولدت في 26 يوليو 1983 في نيوبورت في الولايات المتحدة.

## وصلات خارجية
- كيلي كلارك على موقع الاتحاد الدولي للتزلج (ركوب لوح الثلج) (الإنجليزية)
- كيلي كلارك على موقع اللجنة الأولمبية الدولية (الإنجليزية)
- كيلي كلارك على موقع أوليمبيديا (الإنجليزية)
- كيلي كلارك على موقع اللجنة الأولمبية والبارالمبية الأمريكية (الإنجليزية)
- كيلي كلارك على موقع ألعاب إكس (مؤرشف) (الإنجليزية)
- كيلي كلارك على موقع IMDb (الإنجليزية)